# SsangYong Actyon
SsangYong Actyon (укр. Санйонг Актіон) — позашляховик південнокорейської компанії SsangYong.

## Опис

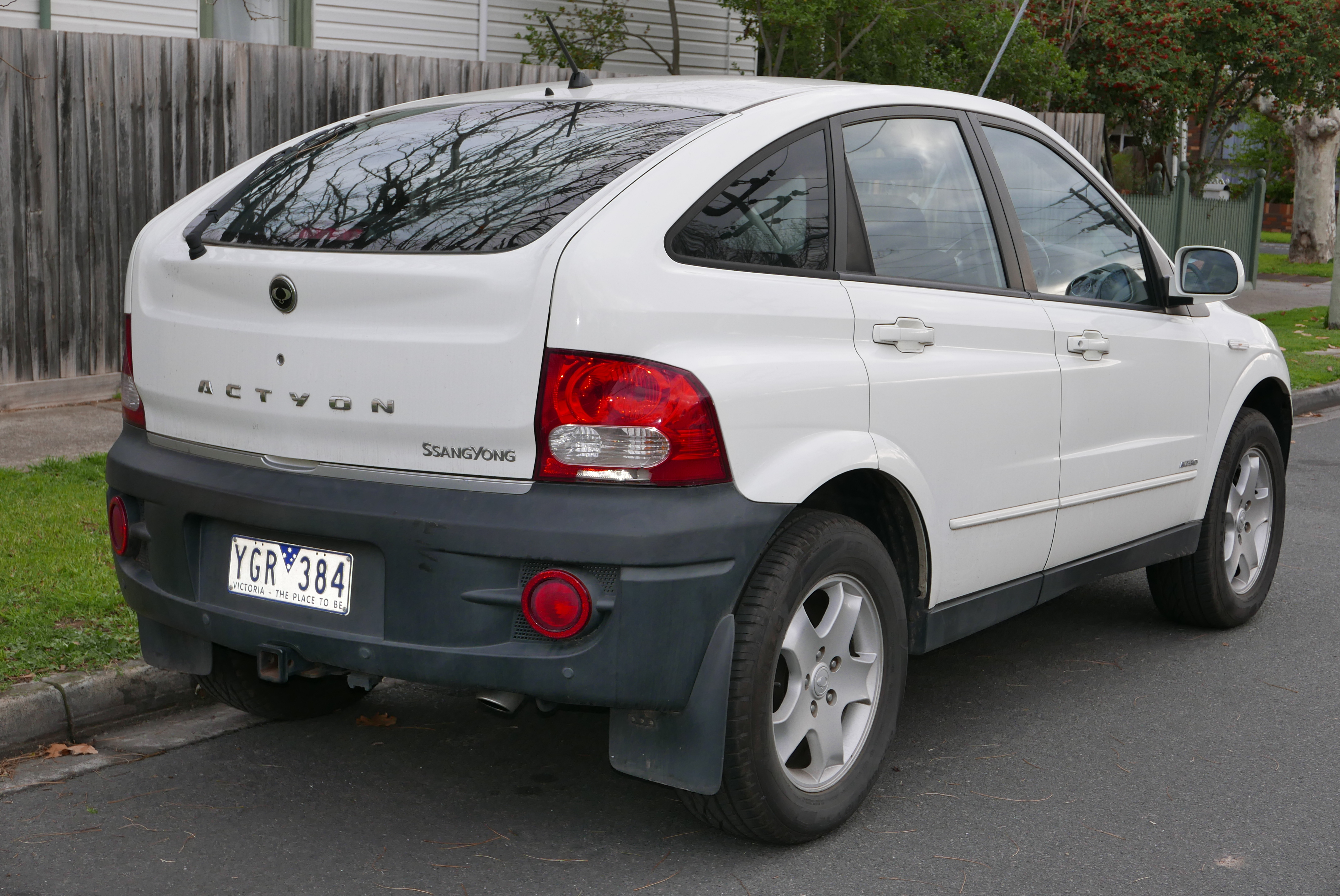
SsangYong Actyon (2005-2013)

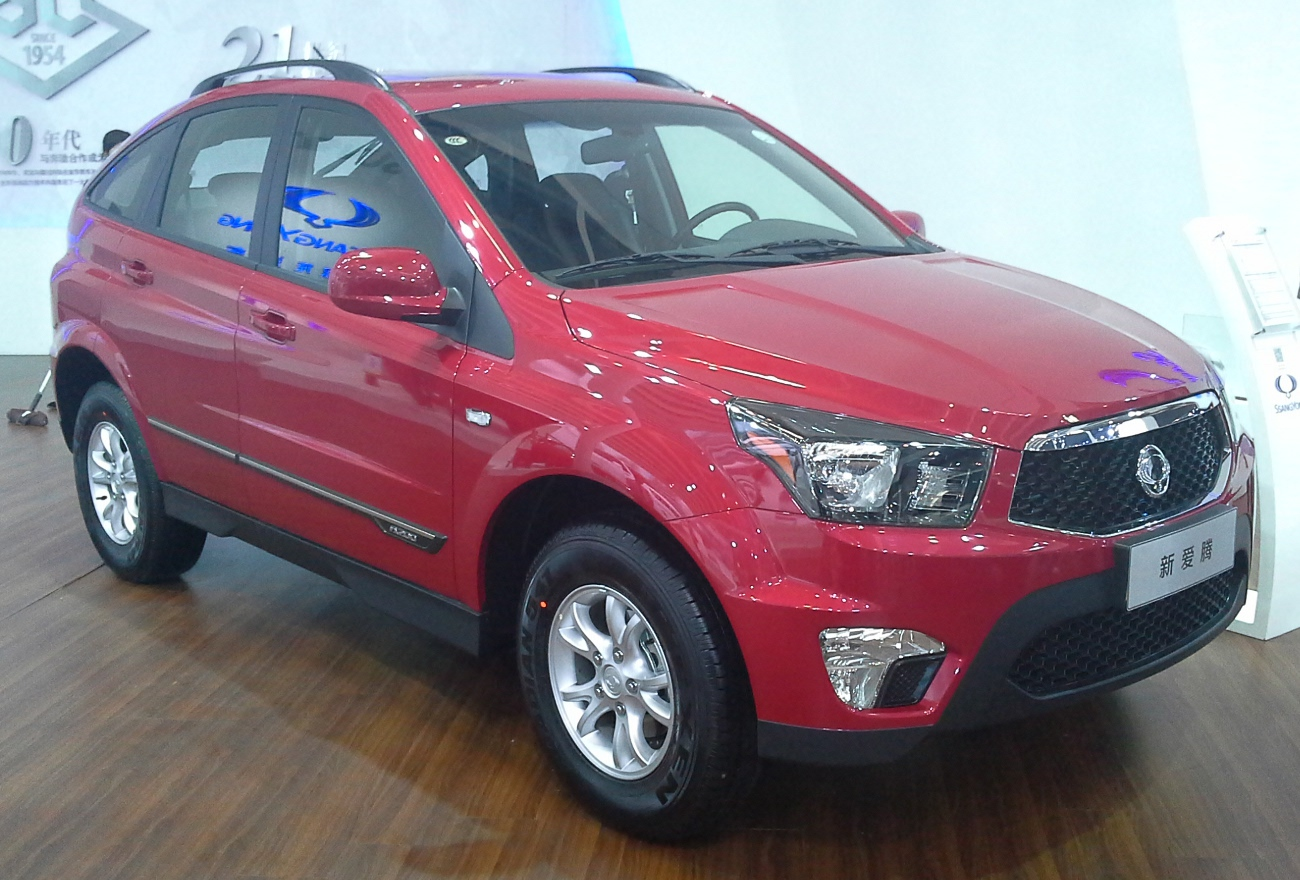
SsangYong Actyon (з 2013)

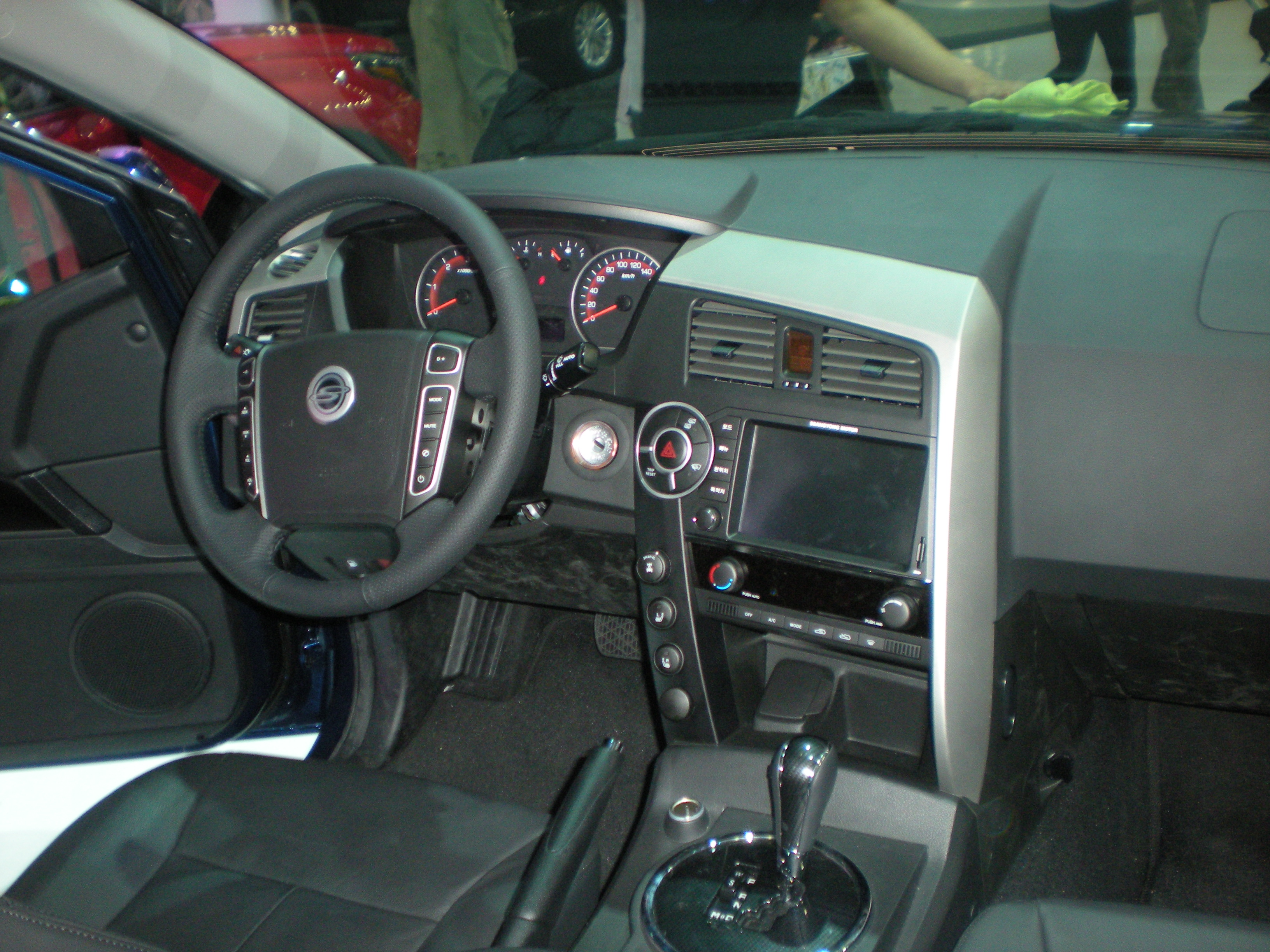

Випускається з 2005 року. Назва Actyon походить від поєднання слів active (активний) і young (молодий) . Доступний з кузовами ліфтбек та пікап (SsangYong Actyon Sports). Actyon і Actyon Sports в модельному ряду SsangYong Musso і замінили Musso Sports відповідно.
Автомобілі комплектуються сучасними дизельними двигунами М200XDi та бензиновими G2,3 (за ліцензією Mercedes-Benz). Рама — тришарова, незалежна лонженронного типу дозволяє залишати двері незаклиненними навіть при діагональному вивішуванні. Задня підвіска — багатоважіль з тягою Панара. Нерозрізний міст. Автомобіль оснащується повним приводом part-time. Основна ведуча вісь — задня. У раздатці присутній знижуючий ряд передач. Перемикання режимів роботи привода здійснюється кнопкою з кабіни. Коробка передач: 5-ст. МКПП або 4/6 ст. АКПП.
У салоні позашляховика передбачено два ряди сидінь. Замість звичної листової ресори, підвіска автомобіля оснащена спіральною пружиною. Виробник стверджує, що таким чином транспортний засіб стає більш придатним для водіїв, які не збираються підкорювати бездоріжжя. Корисне навантаження автомобіля складає 705 кг, 370 з яких припадають на вантажний відсік. Тягове зусилля складає 2.3 тони. Такі показники не дозволяють назвати SsangYong Actyon потужним позашляховиком. Перевагою автомобіля є вантажна практичність. Виробник оснастив позашляховик подвійними передніми подушками безпеки, електронним контролем стабільності та фіксаторами дитячих крісел ISOFIX. До базової комплектації позашляховика входять: Bluetooth сполучення, кондиціонування повітря, елементи управління на рульовому колесі, фіксатори дитячого сидіння, протитуманні фари, підігрів сидінь, круїз-контроль та центральний замок. Багажне відділення з 1600 мм у ширину, 1275 мм у довжину та 525 у глибину обшите цупким матеріалом та пропонує чотири кріпильних точки. 
В 2012 році пікап SsangYong Actyon Sports, повністю змінивши передню частину і салон автомобіля.
В 2013 році здійснено рестайлінг позашляховика SsangYong Actyon. В ході нього машина отримала зовнішність у стилі оновленого пікапа Actyon Sports.

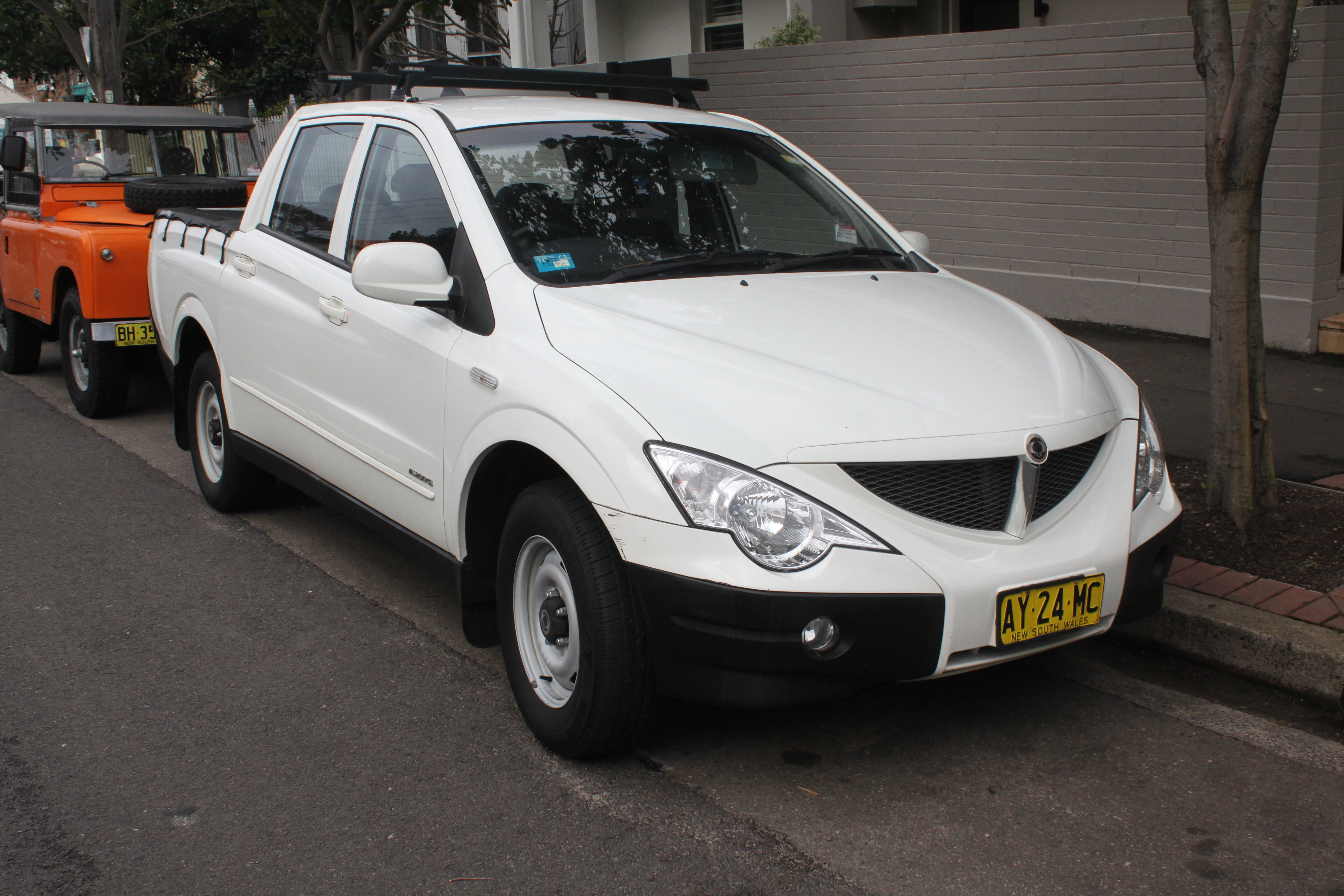
SsangYong Actyon Sports (2006-2012)
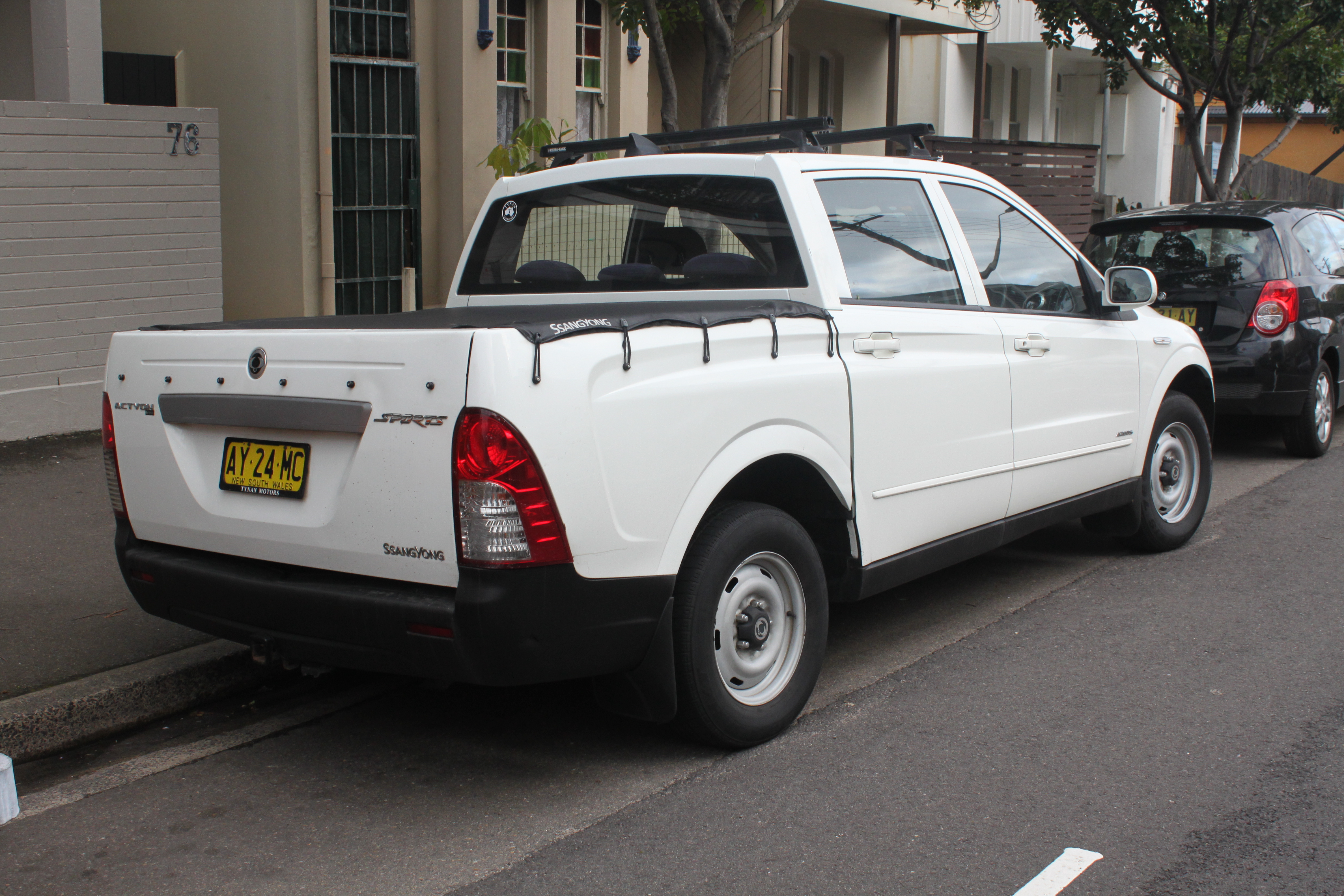
SsangYong Actyon Sports (2006-2012)
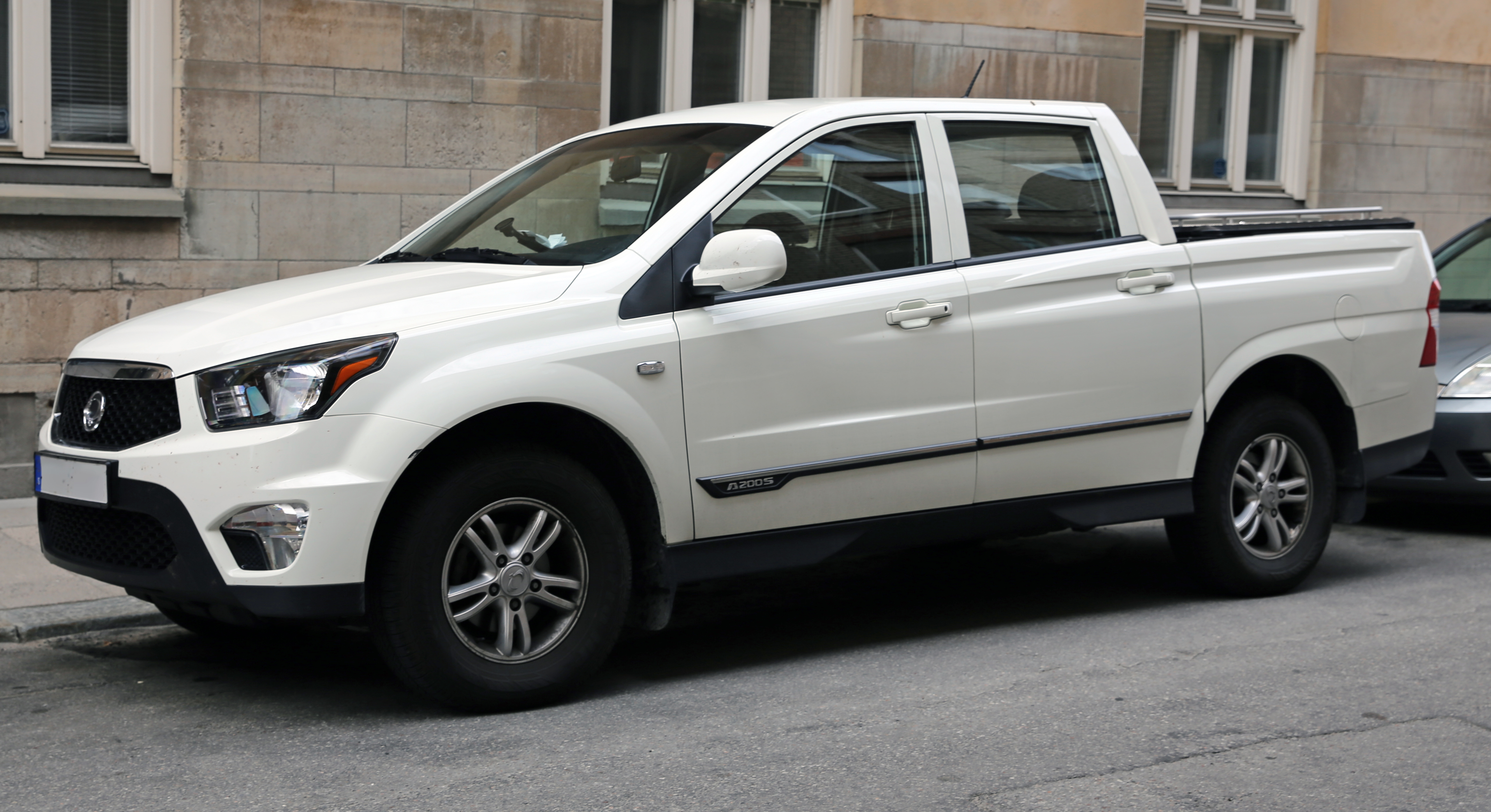
SsangYong Actyon Sports (з 2012)

## Двигуни
| Двигун     | Об'єм    | Циліндри | Потужність                    | Крутний момент        | Роки виробництва |
| ---------- | -------- | -------- | ----------------------------- | --------------------- | ---------------- |
| Бензиновий |          |          |                               |                       |                  |
| 2.3 i      | 2300 см3 | 4        | 148 к.с. (110) при 5500 об/хв | 214 Нм при 4500 об/хв | з 2005           |
| Дизельний  |          |          |                               |                       |                  |
| 2.0 Xdi    | 1998 см3 | 4        | 139 к.с. (104) при 4000 об/хв | 310 Нм при 2700 об/хв | з 2005           |